# Río Picaflor
Río Picaflor är ett vattendrag i Chile.   Det ligger i regionen Región de Aisén, i den södra delen av landet, 1 300 km söder om huvudstaden Santiago de Chile.
I omgivningarna runt Río Picaflor växer i huvudsak blandskog. Runt Río Picaflor är det mycket glesbefolkat, med 3 invånare per kvadratkilometer.